# Anthemis scopulorum
Anthemis scopulorum ist eine Pflanzenart aus der Gattung der Hundskamillen (Anthemis) in der Familie der Korbblütler (Asteraceae).

## Merkmale
Anthemis scopulorum ist ein am Grund verzweigter, einjähriger Schaft-Therophyt, der Wuchshöhen von 10 bis 30 Zentimeter erreicht. Junge Pflanzenteile sind weißlich-filzig. Die Köpfchen haben einen Durchmesser von 30 bis 40 Millimeter. Wenn die Pflanze fruchtet sind die Köpfchenstiele nicht verdickt. Die Früchte sind 2 bis 2,5 Millimeter groß und besitzen Öhrchen die bis zu 1,25 Millimeter lang sind.
Die Blütezeit liegt im April.
Die Chromosomenzahl beträgt 2n = 18.

## Vorkommen
Anthemis scopulorum kommt im Bereich der Ägäis und in Griechenland vor, wo sie auf Felsen auf Kleininseln wächst.

## Belege
1. 1 2 3 4  Ralf Jahn, Peter Schönfelder: Exkursionsflora für Kreta. Mit Beiträgen von Alfred Mayer und Martin Scheuerer. Eugen Ulmer, Stuttgart (Hohenheim) 1995, ISBN 3-8001-3478-0, S. 314.
2. ↑   Tropicos.
3. ↑  Werner Greuter (2006+): Compositae (pro parte majore). – In: W. Greuter & E. von Raab-Straube (ed.): Compositae. Euro+Med Plantbase - the information resource for Euro-Mediterranean plant diversity. 
Datenblatt Anthemis scopulorum In: Euro+Med Plantbase - the information resource for Euro-Mediterranean plant diversity.